# Temnopis castanea
Temnopis castanea là một loài bọ cánh cứng trong họ Cerambycidae.